# 제이 에르난데스
하비에르 마누엘 에르난데스(스페인어: Javier Manuel Hernandez, 1978년 2월 20일 ~ )는 제이 허낸데즈(영어: Jay Hernandez)로 활동하는 미국의 배우이다. 영화 《수어사이드 스쿼드》(2016)에서 엘 디아블로 역을 맡았다.

## 출연 작품
- 하우스 : 혼자가 아니야 (2020)
- 토이 스토리 4 (2019) - 애니메이션
- 어 배드 맘스 크리스마스 (2017)
- 브라이트 (2017)
- 수어사이드 스쿼드 (2016)
- 배드 맘스 (2016)
- 엘에이 문라이트 (2015, The Night Is Young)
- 맥스 (2015)
- 갱 릴레이티드 (2014)
- LOL (2012)
- 김미 셀터 (2010)
- 테이커스 (2010)
- 넛딩 라이크 더 홀리데이 (2008)
- 쿼런틴 (2008)
- 레이크뷰 테라스 (2008)
- 아메리칸 선 (2008)
- 라이브! (2007)
- 호스텔 2 (2007)
- 카라스:레블레이션 (2007)
- 월드 트레이드 센터 (2006)
- 노매드 (2005)
- 칼리토 2 - 칼리토의 법칙 (2005)
- 카라스:프로퍼시 (2005)
- 호스텔 (2005)
- 프라이데이 나이트 라이츠 (2004)
- 래더 49 (2004)
- 토크 (2004)
- 루키 (2002)
- 캔디 케인 (2001)
- 크레이지 뷰티풀 (2001)

### 텔레비전
- 업 클로즈 위드 캐리 키건 (2007)
- SIX DEGREES (2006-07)
- 매그넘 P.I. (2018-24)